# Constanța Burcică
Constanța Burcică   (Sohatu, 15 de març de 1971) és una remadora romanesa, guanyadora de cinc medalles olímpiques.

## Biografia
Va néixer el 15 de març de 1971 a la ciutat de Sohatu, població situada a la província de Călăraşi, situada en aquells moments a la República Popular de Romania i que avui en dia forma part de Romania.

## Carrera esportiva
Va participar, als 21 anys, en els Jocs Olímpics d'Estiu de 1992 celebrats a Barcelona (Catalunya), on va aconseguir guanyar la medalla de plata en la prova femenina de quàdruple scull. En els Jocs Olímpics d'Estiu de 1996 realitzats a Atlanta (Estats Units) va aconseguir guanyar la prova de dobles scull lleuger, en la seva primera participació olímpica, al costat de Camelia Macoviciuc. Posteriorment repetí victòria en aquesta mateixa prova en els Jocs Olímpics d'Estiu de 2000 realitzats a Sydney (Austràlia) i els Jocs Olímpics d'Estiu de 2004 realitzats a Atenes (Grècia) al costat d'Angela Alupei. Finalment, en els Jocs Olímpics d'Estiu de 2008 realitzats a Pequín (Xina) guanyà la medalla de bronze en la prova de vuit amb timoner.
Al llarg de la seva carrera ha guanyat quatre medalles en el Campionat del Món de rem, destacant una medalla d'or l'any 1990 i el 1999, i una medalla d'or en el Campionat d'Europa de rem.